# Casse-tête olmèque
Casse-tête olmèque est le 36e album de la série de bande dessinée Le Scrameustache de Gos. L'ouvrage est publié en 2006.

## Synopsis
Une archéologue vient demander l'aide de l'Oncle Georges pour aider un ami victime d'une malédiction olmèque.